# Gerardus Majella
Gerardus Majella, oorspr. Gerardo Maiella (Muro Lucano, 23 april 1726 – Caposele, 16 oktober 1755) is een rooms-katholieke heilige. Zijn naamdag is 16 oktober.
Majella werd in 1726 in Muro Lucano, nabij Napels, geboren als zoon van een kleermaker. In 1749 meldde hij zich bij de redemptoristen als lekenbroeder. Hier vervulde hij zonder tegenspraak eenvoudig werk. Hij werd bekend om het geduld waarmee hij beledigingen en pijnigingen onderging en om zijn liefdadigheidswerk.
Gerardus Majella had tijdens zijn leven vele visioenen. Verder staan verscheidene bovennatuurlijke verschijnselen, zoals genezingen, bilocatie (aanwezigheid op meerdere plaatsen tegelijkertijd), helderziendheid, profetieën en broodvermenigvuldigingen op zijn naam. Gerardus overleed in 1755 op 29-jarige leeftijd aan tuberculose in Caposele in Zuid-Italië. 
Gerardus Majella is de patroonheilige van kleermakers, portiers en zwangere vrouwen. Hij werd in 1893 door paus Leo XIII zalig verklaard en in 1904 heilig verklaard door paus Pius X. Een aan hem gewijd Nederlands bedevaartsoord is het redemptoristenklooster van Wittem. In Overdinkel en het Drentse Barger-Oosterveld vindt elk jaar een processie ter ere van Gerardus Majella plaats. In Barger-Oosterveld is dat op de laatste zondag vóór het feest van Petrus en Paulus (29 juni).